# Вільяфранка-де-Дуеро
Вільяфранка-де-Дуеро (ісп. Villafranca de Duero) — муніципалітет в Іспанії, у складі автономної спільноти Кастилія-і-Леон, у провінції Вальядолід. Населення — 349 осіб (2010).
Муніципалітет розташований на відстані близько 180 км на північний захід від Мадрида, 55 км на південний захід від Вальядоліда.

## Демографія
Динаміка населення (INE ):